# Acropimpla faciata
Acropimpla faciata là một loài tò vò trong họ Ichneumonidae.